# Siwerskyj Donez
Der Siwerskyj Donez (ukrainisch Сі́верський Доне́ць, russisch Се́верский Доне́ц Sewerskij Donez, meist nur Donez genannt) ist ein rechter, 1053 km langer Nebenfluss des Don im Südwesten Russlands und im Osten der Ukraine (Osteuropa). Sein Einzugsgebiet umfasst 98.900 km².

## Name des Flusses
Der Fluss wurde nach dem Volksstamm der Sewerjanen (russisch Северя́не) benannt.
Der Fluss hat mehrere „inoffizielle“ Namen und Bezeichnungen: Im Russischen wird er auch als Kleiner Don (Ма́лый Дон) bezeichnet. Gelegentlich wird die sprachlich und geographisch falsche deutsche Übersetzung „Nördlicher Donez“ benutzt, um den Fluss vom Don abzugrenzen. Meist wird aber die Kurzform Donez benutzt.

## Verlauf
Der Siwerskyj Donez entspringt am Südrand der Mittelrussischen Platte und weist auf seinen ersten hundert Flusskilometern bis Belgorod nur ein sehr geringes Gefälle auf. In der Ukraine angekommen, durchfließt er den 86 km² großen Petschenihy-Stausee, das Trinkwasserreservoir der Stadt Charkiw. Danach wendet sich der Fluss gen Osten und fließt nördlich des Donezrückens an mehreren ukrainischen Städten, darunter Lyssytschansk und Sjewjerodonezk, vorbei, bevor er wieder russisches Gebiet erreicht und auf einem etwa 30 Kilometer langen Abschnitt die russisch-ukrainische Grenze bildet. Als zumeist wasserarmer „Steppenfluss“ fließt der Siwerskyj Donez südlich von Ust-Donezki dem Don zu, der selbst nur rund 150 km weiter in das Asowsche Meer mündet.

## Hydrologie
Der Fluss führt meistens Regen- und Schmelzwasser. Den höchsten Wasserstand erreicht er zwischen Februar und April. Im Jahresmittel fließen 159 m³/s Wasser ab. Etwa 315 km seines Flusslaufs sind schiffbar, doch ist er von Dezember bis Mitte März zugefroren.

## Umgebung und Zuflüsse
Am rechten (südlichen) Ufer seines Mittellaufes liegt das Donezbecken, ein großes Steinkohlerevier und bedeutendes Industriegebiet. Wichtige Nebenflüsse sind Oskol, Ajdar, Derkul und Kalitwa.

## Umweltbelastung
In den teils schon vor dem Russisch-Ukrainischen Krieg heruntergewirtschafteten Kohlebergwerken im Donezbecken wurde während des Krieges kaum mehr die selbst für aufgelassene Bergwerke erforderliche Wasserhaltung aufrechterhalten. Neben der Gefährdung des Trinkwassers durch die üblichen Bergwerksabwässer existierte bei Jenakijewe zusätzlich eine Kaverne, die am 16. September 1979 durch eine Nuklearexplosion erzeugt und von 1979 bis 2002 während des Weiterbetriebs der Mine und danach bis 2018 trocken gehalten wurde. Mit der Überflutung dieser Kammer nach dem Abschalten der Pumpen durch die Regierung der Volksrepublik Donezk bildete sich radioaktiv kontaminiertes Wasser.

## Historische Ereignisse
Während des Russischen Überfalls auf die Ukraine im Jahr 2022 versuchten im Mai 2022 etwa 1000 russische Soldaten mit ihren Fahrzeugen, den Fluss in Richtung der umkämpften Stadt Lyman zu überqueren. Die 17. Panzerbrigade der ukrainischen Armee hatte diese Truppenbewegung jedoch mit Hilfe von Drohnen entdeckt und konnte die Überquerung verhindern. Bei einem Artillerieangriff auf eine schwimmende Pontonbrücke bei Luhansk zerstörten die Ukrainer mindestens 50 russische Panzer und gepanzerte Fahrzeuge, darunter mindestens sieben Kampfpanzer der Typen T-72 und T-80, 17 gepanzerte Truppentransporter, sieben amphibische Truppentransporter sowie fünf weitere Spezialfahrzeuge.
Zwischen Donezk/Luhansk und Charkiw liegende Gebiete wurden später von Russland besetzt, dessen Truppen im April und Mai 2022 kleinere Geländegewinne erzielten.

## Bilder

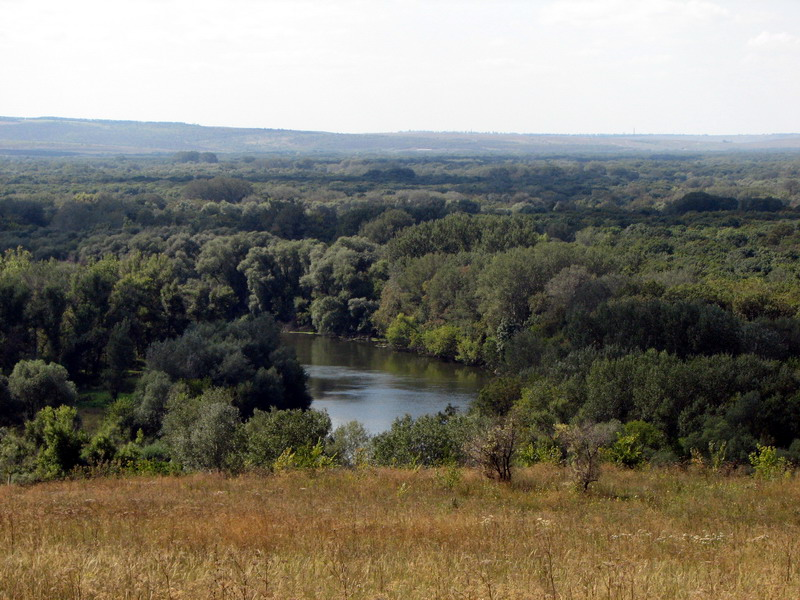
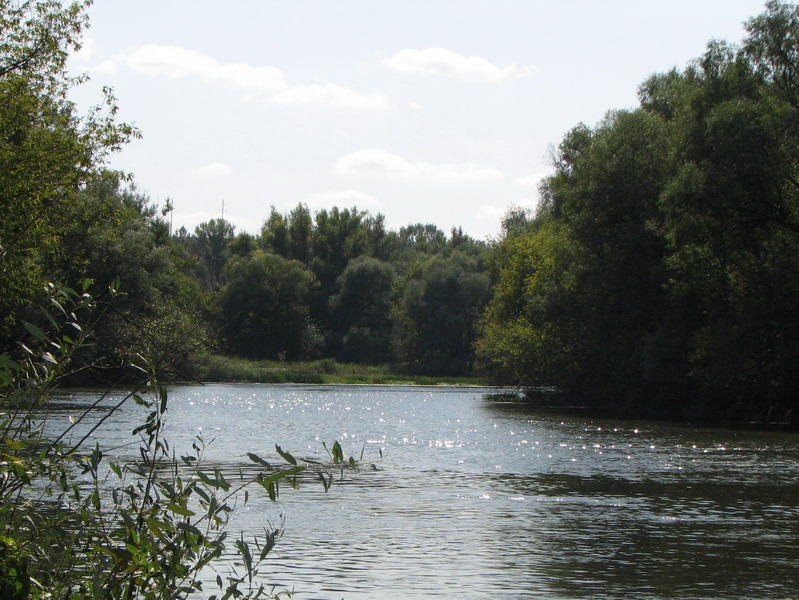
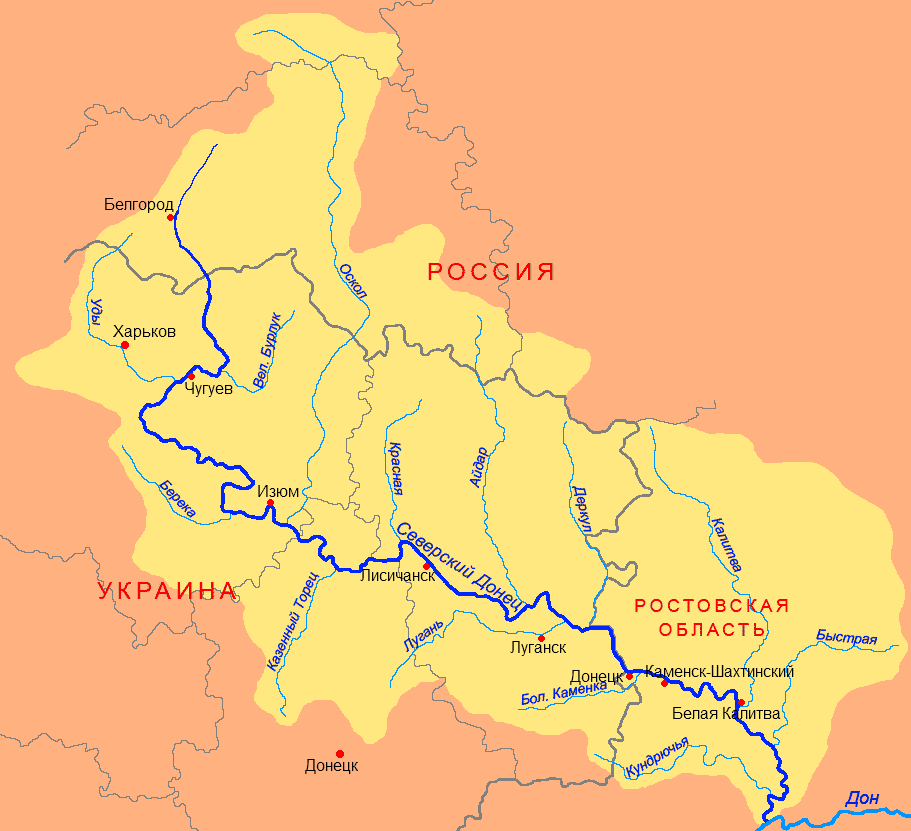
Einzugsgebiet des Donez mit Nebenflüssen